# ساحل الذهب البريطاني
كان ساحل الذهب البريطاني فيما يعرف الآن بغانا جزء من الإمبراطورية البريطانية. تم إنشاء هذه المستعمرة في عام 1821، عندما صادرت الحكومة الأرض المتاخمة للساحل. أطلق الأوروبيون اسم ساحل الذهب منذ فترة طويلة على هذا النحو، نظرًا للكميات الكبيرة من الذهب الموجودة في هذه المنطقة.

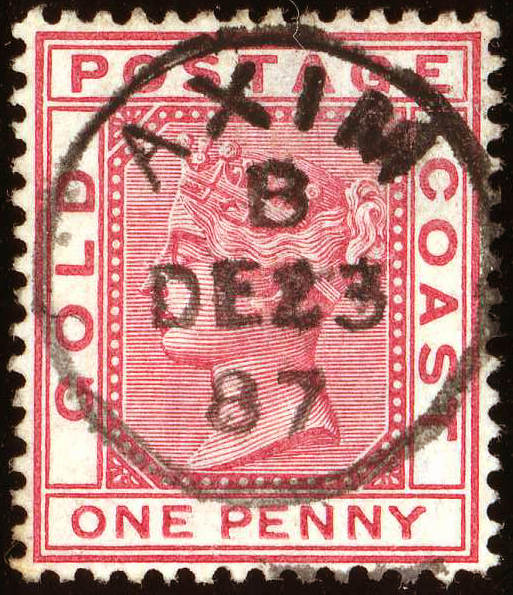
طابع الفترة الاستعمارية البريطانية 1887 (الملكة فيكتوريا)

## أنظر أيضَا
- الإمبراطورية البريطانية